# Biuletyn (pismo)
Biuletyn – pismo wydawane w drugim obiegu przez konspiracyjną grupę Ruch.

## Historia
„Biuletyn” ukazywał się od września 1969 r. do czerwca 1970 r. i był pierwszym po 1956 r. pismem wydawanym poza cenzurą. Ukazało się łącznie 6 numerów. Pierwszy, dla wprowadzenia w błąd Służby Bezpieczeństwa oznaczony numerem 8, wydrukowany był w nakładzie 280 egz. i liczył 30 stron. Nakład ostatnich numerów wynosił ok. 450-500 egzemplarzy.
Redaktorem odpowiedzialnym był Emil Morgiewicz, za powielanie i kolportaż odpowiadał Andrzej Czuma (także autor niektórych tekstów). Druk odbywał się na plebanii w Piastowie (dzięki tamtejszemu księdzu – Sebastianowi Koszutowi), na powielaczu spirytusowym. Pismo rozprowadzane było bezpłatnie, z obawy przed dekonspiracją głównie wśród osób związanych z Ruchem.
Aresztowania członków organizacji przerwały wydawanie pisma.